# 朱尔·法夫尔

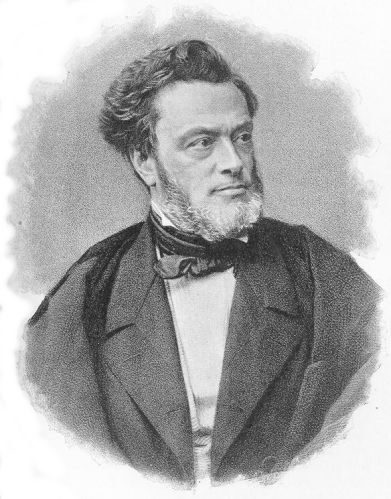
法夫尔肖像

朱尔·克劳德·加布里埃尔·法夫尔（法語： Jules Claude Gabriel Favre，1809年3月21日—1880年1月20日）是一位法国政治人物。在1870年9月法兰西第三共和国成立后，他成为国民议会中机会主义派共和党人的领导人之一。

## 早期生涯
他出生于里昂，职业生涯一开始是做律师。从1830年革命的时候起，他公开宣称自己是一名共和主义者，并在政治审判时借此机会表达了这一观点。1848年革命后他被选为里昂制宪会议代表，坐在温和派共和党人中间，投票反对社会主义者。当路易·拿破仑被选为法国总统时，法夫尔公开反对他，并在1851年12月2日试着和维克多·雨果及其他人在巴黎的大街上组织武装反抗。在政变之后他退出政坛，回到法律行业，通过为行凶刺杀拿破仑三世的费利斯·奥西尼辩护而使自己声名远扬。 
1858年他被选为巴黎的代表，是给帝国的共和党反对派发出信号的“五人”之一。1863年他成为他所在政党领袖，发表了许多演说，对远征墨西哥和占领罗马进行谴责。这些演说雄辩，清晰并且内容深刻，为他在1867年赢得了法兰西学士院的一席之地。

## 普法战争和第三共和国

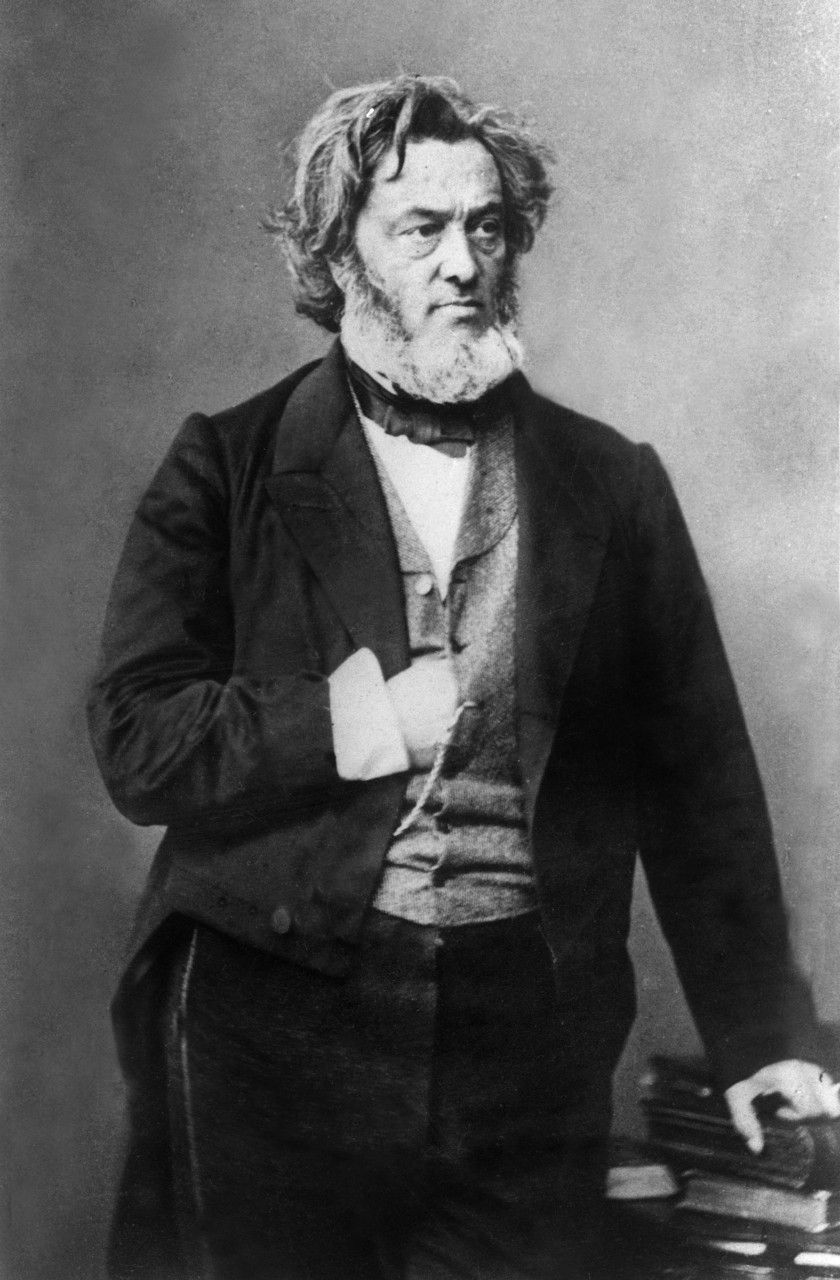
朱尔·法夫尔在1865年，纳达尔拍摄。

1870年他和阿道夫·梯也尔一道反对对普鲁士的战争，当拿破仑三世在色当战败的消息传来时他要求废黜皇帝。在巴黎被围期间，法夫尔反对将政府从巴黎搬迁。
他在国防政府中担任特罗胥将军手下的副总统和外交部长，展开了和胜利的德国议和的繁重工作。作为一名外交官他的表现没有作为演说家时那样灵巧熟练，犯下了几个不可挽回的重大错误。他在1870年9月6日发表的著名声明中声称他“不会向德国让出一寸领土和堡垒上的一块石头”，这不过是一篇雄辩的演说辞，结果俾斯麦以他19日对法夫尔的一次公告作为回应说，阿尔萨斯和洛林必须割让以作为和平的条件。
他在不知道军队状况，也没有与在波尔多的政府商议的情况下为签署《凡爾賽停戰協定》做准备。由于严重的疏忽，他忽略了告知莱昂·甘必大東方軍團（80,000人）没有包括在此停战协议中，因而不得不把它撤退到中立国领土。他在法兰克福条约的谈判中没有展现外交才能，使俾斯麦强加了所有的条件。1871年8月2日他退出了政府部门，名誉扫地，但在下议院保留作为机会主义派共和党人议员团共和党左派的一员。1876年1月30日被选为参议员，他继续支持共和国政府对抗反动的反对派，直到他于1880年1月20日去世。

## 战后丑闻
法夫尔被发现原来有不可告人的秘密，虽然他本人或许从未这样看。他和一位从未离婚的已婚女人有一系列的孩子。虽然法夫尔在法律上承认这些孩子是他自己的，事情并没有变得广为人知，直到1871年后，当他与俾斯麦的外交搞砸使他成为政敌的一个良好目标之时，这个故事被公开了。法夫尔确实对其中一名公开它的人赢得了损害赔偿，但是他或许仍然具有的一切影响力都被粉碎了。具有讽刺意味的，很明显他的老对手拿破仑三世知道这个情况，但是法夫尔从没攻击这位皇帝的风流韵事，在同样的问题上，皇帝也尊重法夫尔。

## 作品
他的作品包括很多发言和演讲，尤其是《論出版自由》（La Liberté de la Presse (1849)） 《保衛費里克斯·奧爾西尼》（Défense de F. Orsini (1866)）《在法蘭西學院的招待會演講》（Discours de réception a l'Académie française (1868)）《論自由》（Discours sur la liberté intérieure (1869)）。在1871年至1875年的《国防政府（第3卷）》中，他解释了他在1870-1871年的角色。
法夫尔死后，他的妻子朱莉·法夫尔，一位和法夫尔在他们的婚姻中协作过的教育家和哲学家，编辑和校订了8卷他的演讲集。

## 延伸阅读
- Gabriel Hanotaux, Histoire de la France contemporaine (1903, etc.)
- E Benoît-Lévy, Jules Favre (1884).
- Roger L. Williams, Manners and Murders in the world of Louis-Napoleon (Seattle, London: University of Washington, c1975), p. 93-101 (regarding Favre's family life, the scandal, and the legal repercussions). ISBN 0-295-95431-0